# Kolín zastávka
Kolín zastávka je železniční zastávka v Kolíně, která se nachází v km 349,292 trati Praha – Česká Třebová, jejíž úsek Praha–Kolín je v jízdním řádu pro cestující označen číslem 011. Provoz zde byl zahájen v roce 1908.
Zastávku obsluhují ve špičkách pracovních dnů spěšné vlaky linky R41 (Praha – Kutná Hora), v ostatních obdobích týdne pak osobní vlaky linky S1 (Praha–Kolín).

## Popis zastávky
Zastávka leží v obvodu stanice Kolín, na jejím velimském záhlaví. Nacházejí se zde dvě nástupiště (u každé z kolejí jedno) s přístřešky pro cestující. Nástupiště u koleje č. 1 má délku 200 metrů, nástupiště u koleje č. 2 je o dva metry delší. Obě nástupiště mají nástupní hranu ve výšce 550 mm nad temenem kolejnice. Mezi sebou jsou nástupiště spojena lávkou pro pěší nad kolejištěm, v jejíž těsné blízkosti se nachází vnitrostátní pokladna Českých drah.
Od roku 2022 je zde nainstalován informační systém HaVIS, ovládaný z CDP Praha.

## Galerie

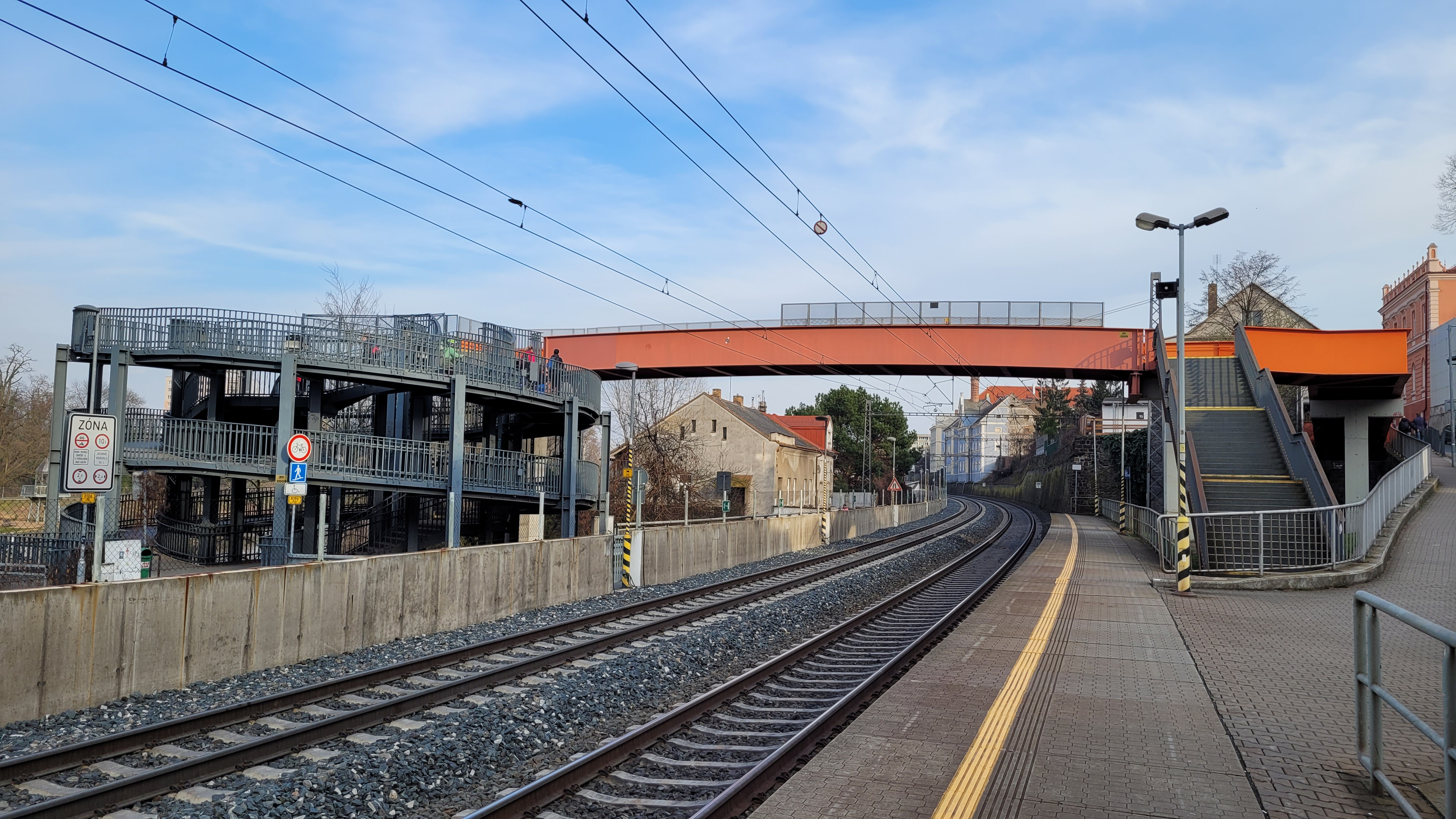
lávka nad kolejištěm
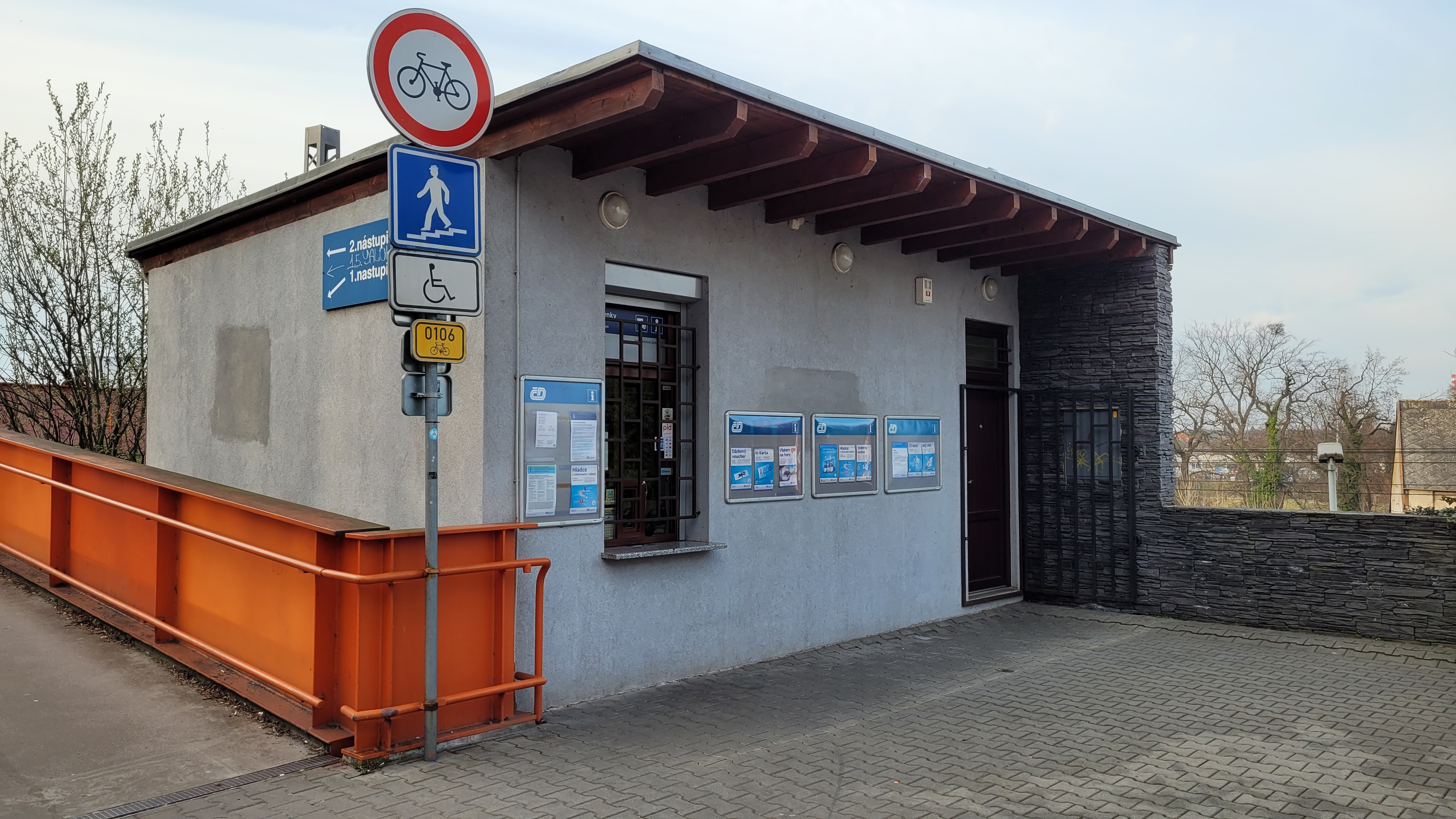
objekt s pokladnou Českých drah